# 薛琡
薛 琡（せつ しゅく、生年不詳 - 550年）は、北魏末から北斉にかけての官僚。字は曇珍。本貫は代郡。

## 経歴
薛虎子の子として生まれた。容貌魁偉で、若くして有能で知られ、典客令として任用された。正光年間、洛陽県令を代行した。後に吏部に転じた。ときに吏部尚書の崔亮が人材の賢愚を問わず、年功によって選官の基準とする「停年格」の制度を立てるよう奏上した。薛琡はこれに反対する上書をおこなったが、聞き入れられなかった。
永安2年（529年）、元天穆が邢杲の乱を討つにあたって、薛琡はその下で行台尚書となった。薛琡は邢杲よりも先に酇城に拠る元顥を討つように勧めたが、元天穆は聞き入れなかった。元天穆が邢杲を降して帰途につくと、元顥が洛陽を占領していた。元天穆は薛琡の言を容れなかったことを悔やんだ。
東魏の天平初年、七兵尚書に任じられ、高歓に召されて丞相長史となった。天平4年（537年）、高歓が西魏を討つべく、蒲津で黄河を渡ろうとした。薛琡は兵を諸道に置いて交通を遮断し、野戦を避ければ、食糧難に苦しむ西魏は降伏せざるをえなくなると主張して、渡河を引き止めようとした。高歓は聞き入れず、沙苑の戦いに敗れた。范陽郡の盧仲礼が反乱を起こすと、薛琡は諸軍とともにこれを討って平定した。殷州刺史に転じたが、その統治は厳しく冷酷で、官吏や民衆はこれに苦しめられた。後に度支尚書・殿中尚書を歴任した。
武定末年、儀同三司・尚書右僕射に上った。天保元年（550年）、死去した。開府儀同三司・尚書左僕射・青州刺史の位を追贈された。諡は威恭といった。

## 妻子

### 妻
- 于氏（薛琡が張氏を迎えると、離縁された）[10][9]
- 張氏（東平王元匡の妾であったが、薛琡と姦通し、後妻におさまった）[10][9]

### 子
- 薛允（後嗣、于氏の子）[9]

## 伝記資料
- 『魏書』巻44 列伝第32
- 『北斉書』巻26 列伝第18
- 『北史』巻25 列伝第13